# Cutemen
Cutemen（きゅーとめん）は、音楽プロデューサーのCMJKと、ボーカリストPicorinによる日本の音楽ユニットである。

## 概要
レコード屋の店員として働きながら夜はクラブDJをしていたCMJKが都内中にメンバー募集の張り紙を出したところ、レコード店の常連であったPicorinが引っかかりユニットを組むことになる。
1991年、TBS系列のバラエティー番組『鎌倉恋愛委員会』のオープニングテーマを依頼されたCMJKは「Love Deeep Inside」を作るが、Picorinのボーカルはあくまで仮歌であり採用されれば別の歌手が歌うだろうと思っていた。しかし、それがそのまま採用されデビューとなる。シングル3枚、ミニアルバム2枚、フルアルバム2枚を残し、1994年に活動を休止。
2000年に再結成。マキシシングル2枚を出すのみで2002年には再び活動休止。
2010年頃になると2人はCutemenのライヴサポートをしていたCO-PINGと共に、ピコピコおじさん(PPO)というグループ名でデペッシュ・モードなどのコピーバンド活動を行うようになる。Cutemenの曲もコピーバンドという体裁で演奏していた。
2016年、結成25周年を迎え本格的に再始動。

## メンバー
- CMJK（しーえむじぇいけー、1967年8月21日 - 、宮城県仙台市出身）：ギター・キーボード・プログラミング・作詞・作曲
詳細は、CMJKを参照。
- Picorin（ぴこりん、1969年6月6日 - 、福島県矢吹町出身）：ボーカル・作詞・作曲
詳細は、Picorinを参照。

## エピソード
- Cutemenの名はCMJKが仙台で組んでいたバンドThe Cutemenから来ており、その由来はThe cureとEcho & The Bunnymenを足したものである[1]。
- Picorinと組むことを決めた後もメンバー募集の張り紙を回収しなかったために、石野卓球が電気グルーヴの手伝いをして欲しいと応募してきてしまう。掛け持ちでも良いかと考えたCMJKは電気グルーヴに加入。1991年、計らずも一年の内に2度メジャーデビューすることになる。[要出典]

## ライブ
- Cutemen Strikes Back! 25th OH! YEAH!（キュートメンの逆襲！25周年だよ。OH! YEAH!）
2016年4月22日（金）東京都 Glad、ゲスト：HONDALADY、DJ：TAICHI MASTER
- Cutemen In Celebration Of 25Years“地球最後の日（When Worlds Collide）”
2016年8月27日（土）東京都 新代田FEVER
2016年9月10日（土）大阪府 北堀江club vijon
- Humanity Days
2016年12月3日（土）東京都 Glad、オープニングアクト：fantaholic
2016年12月4日（日）東京都 Glad、オープニングアクト：PC-8
- Exhibition Of Love & Desire 〜東京展覧会〜
2017年11月4日（土）東京都 渋谷スターラウンジ